# Héctor Carretero
Héctor Carretero Milla (ur. 28 maja 1995 w Madrigueras) – hiszpański kolarz szosowy.

## Osiągnięcia
Opracowano na podstawie:

2017
- 1. miejsce na 1. etapie Hammer Limburg (drużynowo)

2020
- 1. miejsce w klasyfikacji górskiej Tirreno-Adriático

2021
- 1. miejsce na 2. etapie Vuelta a Asturias
- 3. miejsce w Trofeo Serra de Tramuntana

## Rankingi
| Rok             | 2017  | 2018  | 2019  | 2020 | 2021 | 2022  |
| --------------- | ----- | ----- | ----- | ---- | ---- | ----- |
| UCI World Tour  | 388.  | 388.  |       |      |      |       |
| World Ranking   | 1649. | 2348. | 1421. | 697. | 424. | 1936. |
| UCI Europe Tour | 1259. | -     | 964.  | 559. | 350. | 1245. |
|                 |       |       |       |      |      |       |
| Źródło: UCI     |       |       |       |      |      |       |